# قارچ‌های دندانوار

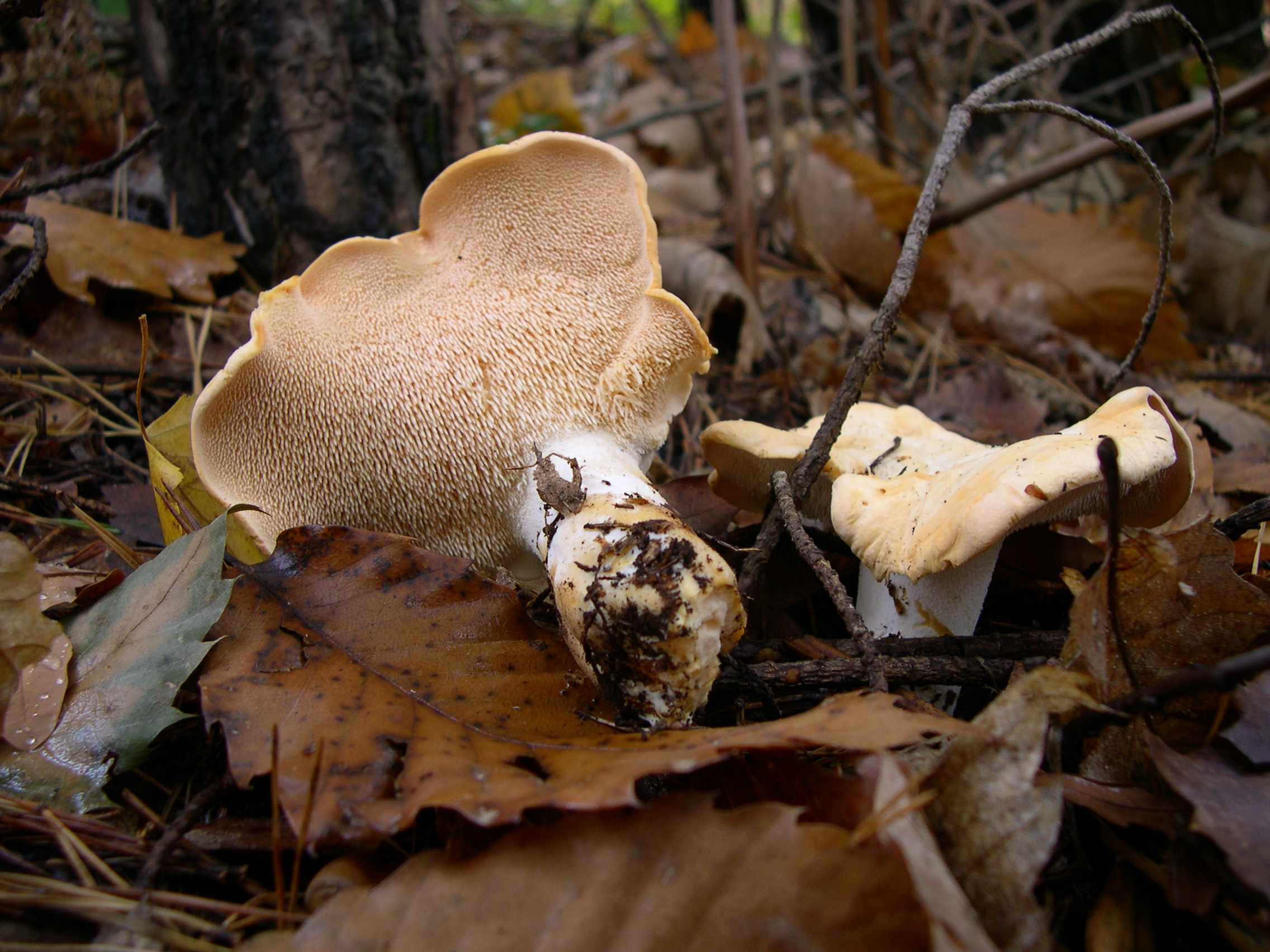
قارچ جوجه تیغی، Hydnum repandum

قارچ‌های دندانوار یا قارچ‌های دندان‌گون (نام علمی: Hydnoid fungi) گروهی از قارچ‌ها در گروه قارچ‌های چتری (Basidiomycota) با بازیدیوکارپ‌ها (جسم‌های میوه) هستند که بر روی برآمدگی‌های آویز، دندان‌مانند یا ستون فقرات اسپور تولید می‌کنند. آنها را در اصطلاح عامیانه قارچ دندانی می‌نامند. در ابتدا چنین قارچ‌هایی به سردهٔ Hydnum ("hydnoid" به معنی Hydnum مانند) نامیده می‌شدند، اما اکنون آشکار شده است که همه گونه‌های دندانوار به هم نزدیک نیستند.

## نگارخانه

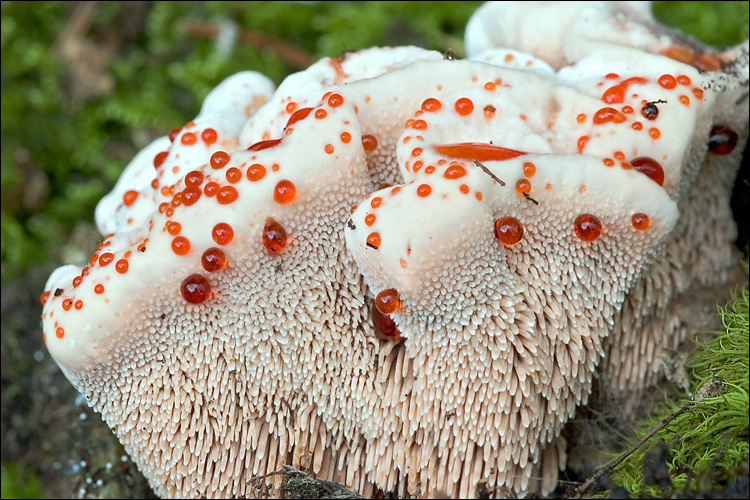
دندان آرد آلود،Hydnellum ferrugineum
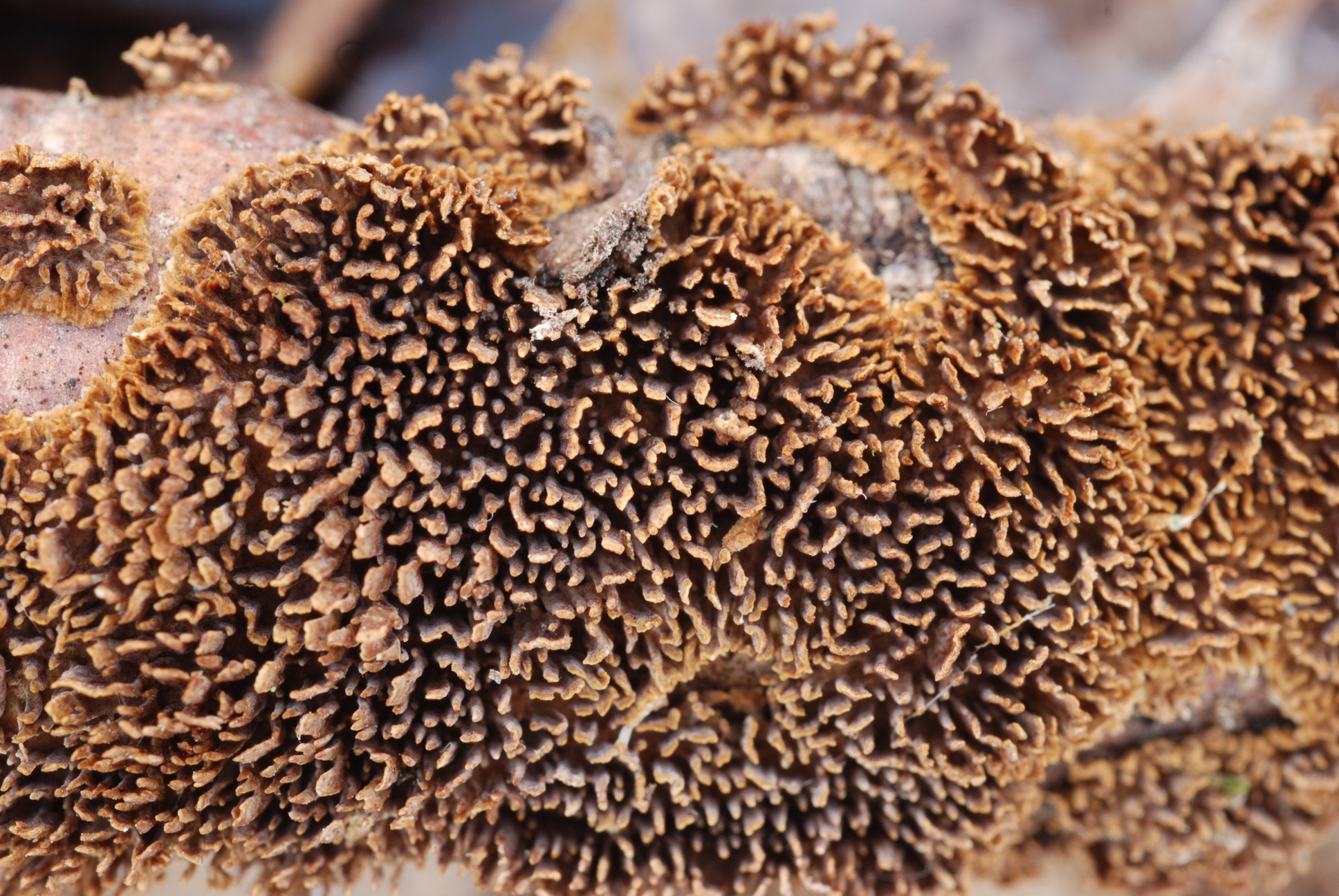
هیمنوفور دندانه‌دار Hydnochaete olivacea
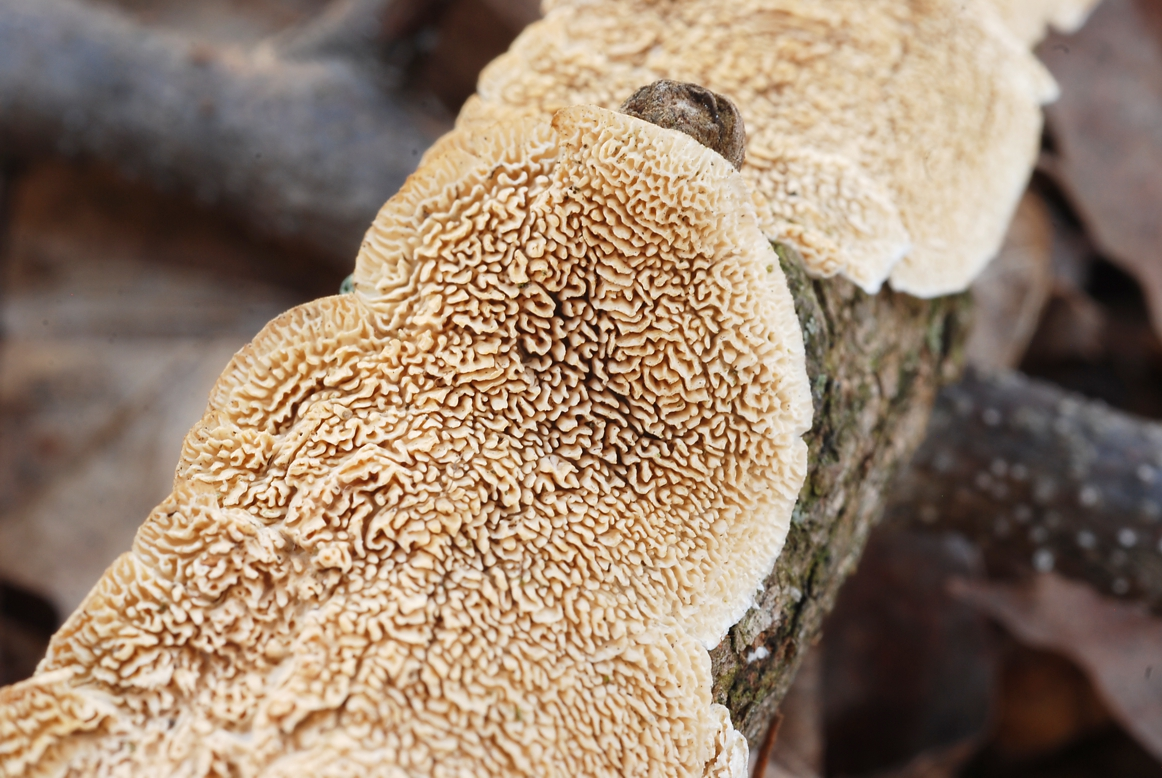
هیمنوفور هاییدنید-پوروئیدIrpex lacteus
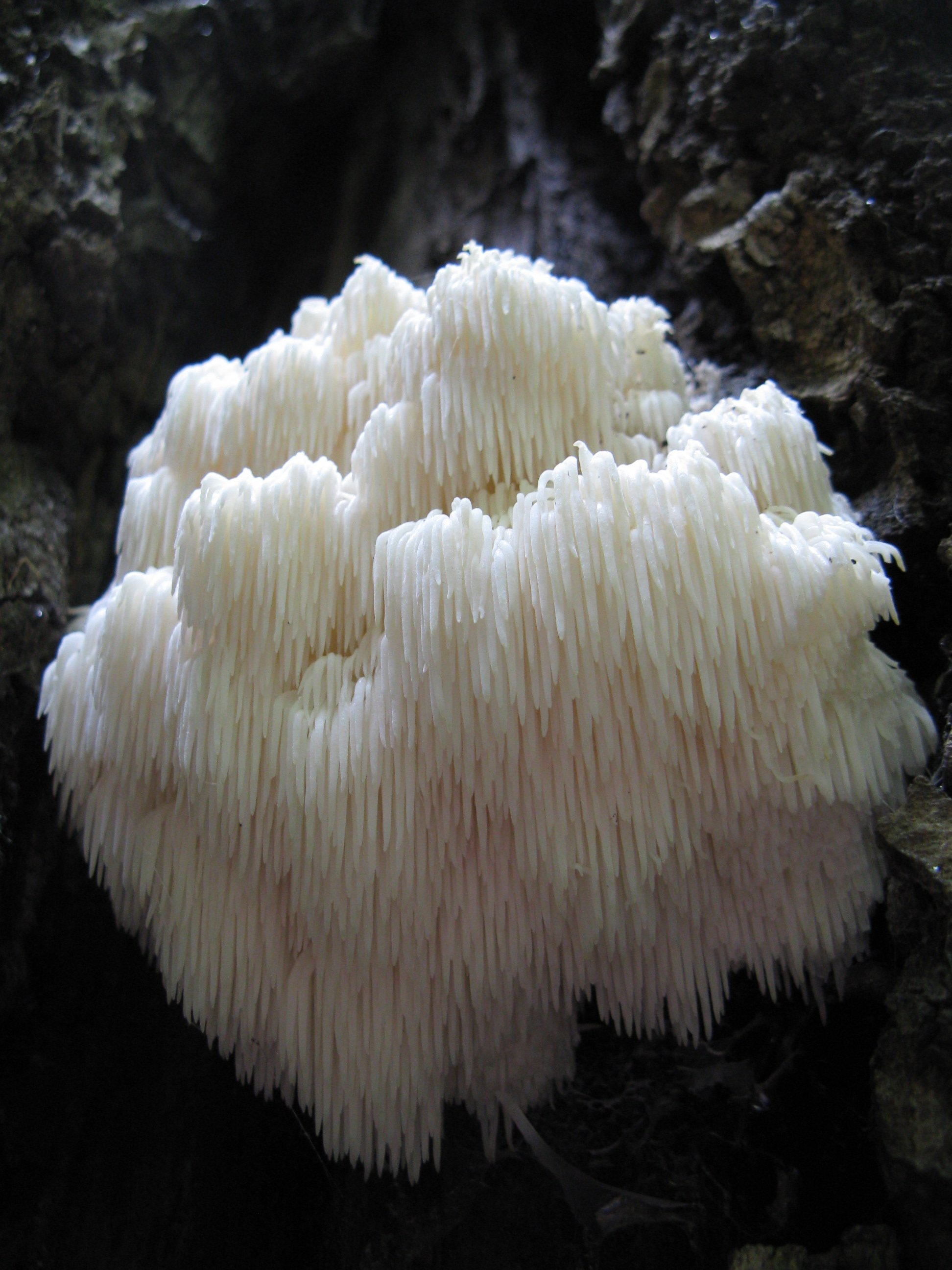
قارچ دندانی سر خرسی، Hericium americanum